# Antonio Pujia
Antonio Pujia (Polia, Calabria, Italia, 11 de junio de 1929-Buenos Aires, Argentina, 26 de mayo de 2018) fue un escultor argentino de origen italiano. Su obra está realizada en diferentes metales fundidos, como bronce, plata y oro, y también en mármol.

## Biografía
Llegó a Buenos Aires en 1937. Se nacionalizó argentino varios años después.
Se formó con Alberto Lagos, Troiano Troiani, Alfredo Bigatti, José Fioravanti y Rogelio Yrurtia, entre otros.
Recibió el título de profesor nacional de escultura en la Escuela Nacional de Bellas Artes Prilidiano Pueyrredón y el de profesor superior de escultura en la Escuela Superior de Bellas Artes de la Nación Ernesto de la Cárcova.
Ejerció la docencia en las escuelas Pueyrredón, de La Cárcova y Belgrano, y también en su propio taller-escuela por más de treinta años. En 1956, tras ganar un concurso convocado por Héctor Basaldúa, organizó el taller de escultura escénica del Teatro Colón, del que fue jefe hasta 1970, año en que renunció al cargo para dedicarse de lleno a la creación escultórica. En 1965 realizó su primera exposición individual en la Galería Witcomb.
También fue el creador de los Premios Podestá, estatuilla que se entrega anualmente a la trayectoria de los actores miembros de la Asociación Argentina de Actores.
Algunas de sus obras se encuentran en exhibición permanente en distintos lugares públicos de Buenos Aires. Entre ellas están Columna de vida, en la Plaza Vélez Sarsfield de Floresta, y un busto de Hugo del Carril en la estación San Pedrito de la línea A de subte, en el barrio de Flores.

## Premios y distinciones
A lo largo de los años de trabajo, Antonio Pujia recibió distintos premios y reconocimientos a su trabajo:
- Gran Premio del Salón Municipal Manuel Belgrano en 1959
- Gran Premio de Honor del Salón Nacional de Artes Plásticas en 1960
- Bienal Alberto Lagos en 1961
- Premio Fondo Nacional de las Artes "Dr. Augusto Palanza" en 1964
- Diploma al Mérito de los Premios Konex en 1982

Además fue distinguido como:
- Caballero por la Orden al mérito de la República Italiana en 1982
- Ciudadano Ilustre de la Ciudad Autónoma de Buenos Aires en 1992

## Galería de imágenes

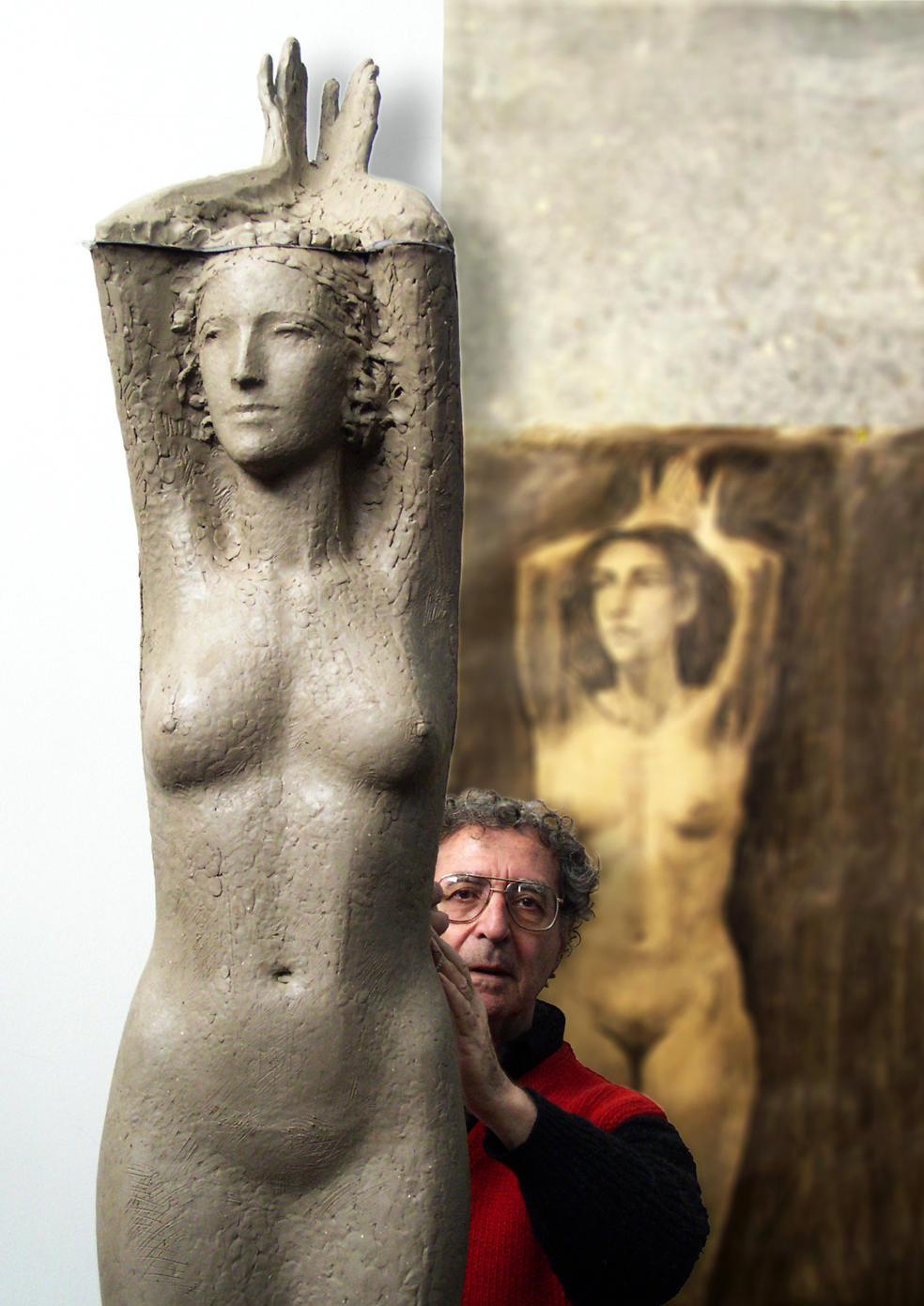
Pujia en su taller en noviembre de 2005
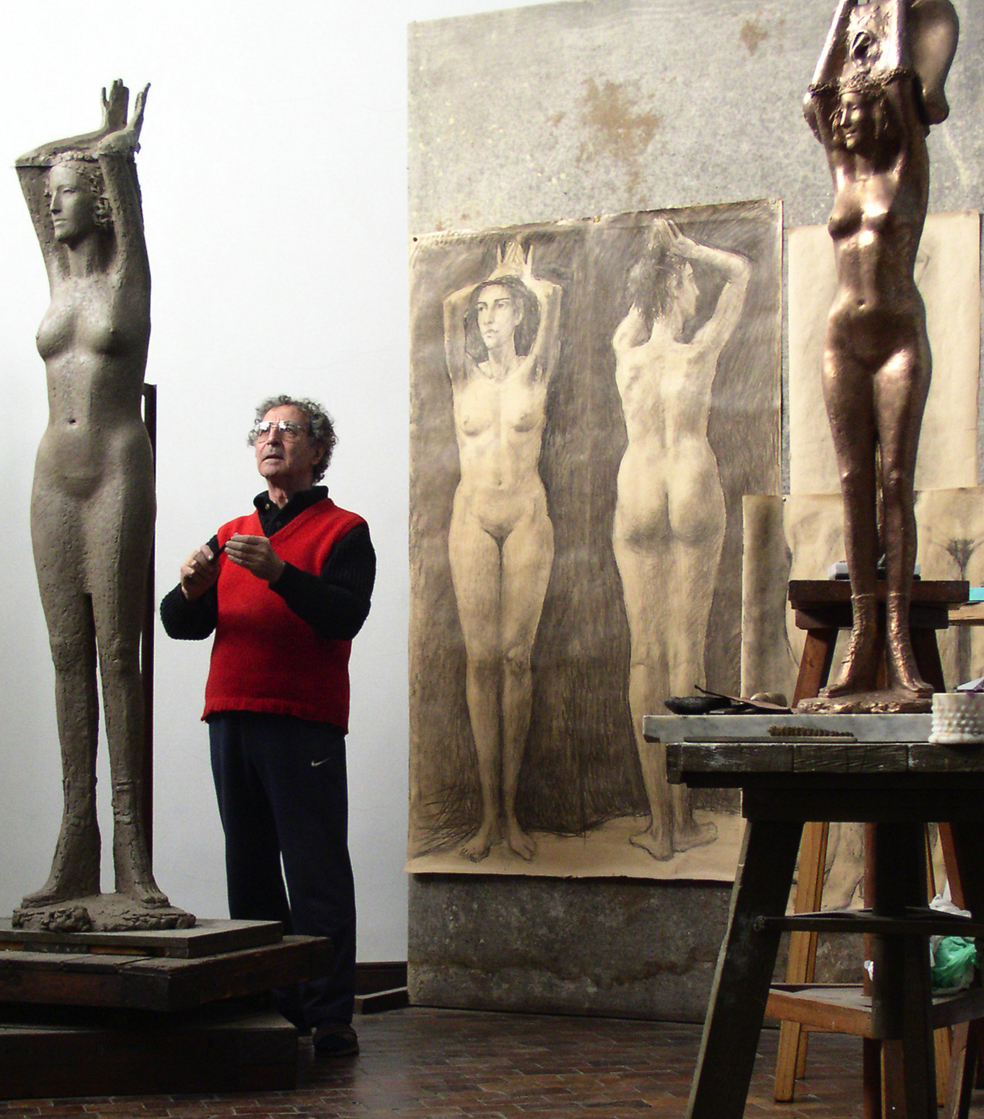
Pujia trabajando en su taller en noviembre de 2005.

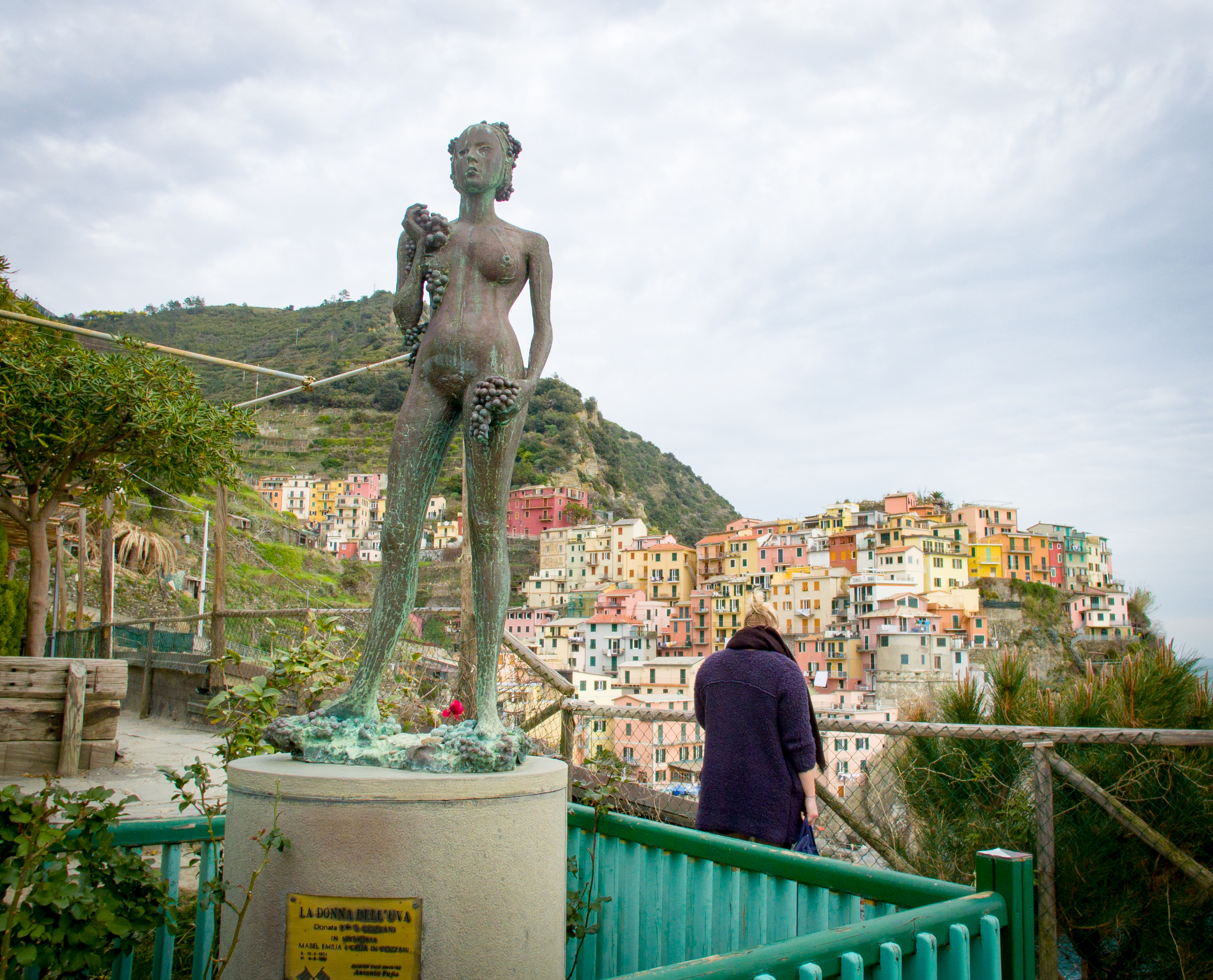
La Donna Dell' Uva